# Границька сільська рада
Границька сільська рада (біл. Граніцкі сельсавет) — адміністративно-територіальна одиниця в складі Молодечненського району розташована в Мінській області Білорусі. Адміністративний центр — Городилово.
Границька сільська рада розташована на межі центральної Білорусі, у західній частині Мінської області орієнтовне розташування — супутникові знимки [Архівовано 25 серпня 2011 у WebCite], на південний схід від Молодечного.
До складу сільради входять 15 населених пунктів:
- Великі Бакшти • Великий Бір • Горняки • Граничі • Дубки • Загірці • Климанти • Кодевці • Комарники • Максимівка • Малі Бакшти • Малий Бір • Нова • Радевці • Сичевичі.